# 祖闾苏民居
祖闾苏民居，位于中国福建省泉州市鲤城区海滨街道涂门社区，现存大厝四座，总面积约3000平方米。其中燕支苏氏宗祠于明正德十五年（1520年）始建，多次重修。其余民居三座，均为三开间、单护厝、偏大门。祖闾苏民居系北宋政治家、科学家苏颂后裔于元朝初年以后形成的聚居地，其先人信奉伊斯兰教，累世与阿拉伯人联姻。2009年11月16日公布为第七批福建省文物保护单位。